# Bundesautobahn 31
Bundesautobahn 31 (em português: Auto-estrada Federal 31) ou A 31, é uma auto-estrada na Alemanha.
A Bundesautobahn 31 tem 241 km de comprimento.

## Estados
Estados percorridos por esta auto-estrada:
- Baixa Saxônia
- Renânia do Norte-Vestfália